# Cyrtopogon rufotarsus
Cyrtopogon rufotarsus är en tvåvingeart som beskrevs av Werner Back 1909. Cyrtopogon rufotarsus ingår i släktet Cyrtopogon och familjen rovflugor. Inga underarter finns listade i Catalogue of Life.